# Max Svensson
Pour les articles homonymes, voir Svensson.
Max Svensson, né le 19 juin 1998 à Teckomatorp en Suède, est un footballeur suédois qui évolue au poste d'ailier gauche avec le Helsingborgs IF.

## Biographie

### Helsingborgs IF
Né à Teckomatorp en Suède, Max Svensson est formé par le club du Helsingborgs IF, où il est formé à partir de ses 12 ans. C'est avec ce club qu'il découvre le monde professionnel. Le 16 juillet 2016, il joue son premier match en professionnel, lors d'une rencontre d'Allsvenskan de la saison 2016 contre le GIF Sundsvall. Son équipe remporte la partie sur le score de deux buts à zéro. Il ne joue que deux matchs de championnat lors de sa première saison avec les professionnels. L'Helsingborgs IF est relégué à l'issue de la saison.
Max Svensson découvre le Superettan lors de la saison 2017, et gagne une place régulière dans le groupe professionnel. Il inscrit son premier but le 1er mai 2017, lors de la victoire de son équipe face au Degerfors IF (3-0). Lors de la saison suivante, il s'impose comme un titulaire indiscutable dans l'équipe. Il réalise un doublé le 8 avril 2018 contre l'Östers IF, contribuant grandement à la victoire des siens (3-1). Cette saison-là, Svensson se fait remarquer en inscrivant neuf buts et en disputant la totalité des matchs de son équipe, quasiment tous en tant que titulaire. C'est une année importante pour le club qui termine premier du championnat, et se voit donc promu en première division pour la saison suivante, après deux saisons passées à l'étage inférieur. Il s'agit du premier titre de la jeune carrière de Max Svensson.
Il retrouve donc l'élite du football suédois en même temps que son club, où il a toujours un rôle de titulaire. Il inscrit son premier but en Allsvenskan le 22 avril 2019, lors d'une défaite d'Helsingborgs face à l'IFK Göteborg (3-1).

### Willem II
Le 11 juillet 2021, Max Svensson s'engage en faveur de Willem II,.
Il joue son premier match sous ses nouvelles couleurs le 15 août 2021, lors de la première journée de la saison 2021-2022 d'Eredivisie face au Feyenoord Rotterdam. Il entre en jeu à la place de Ché Nunnely et son équipe s'incline lourdement par quatre buts à zéro. Il marque son premier but pour le club le 2 octobre 2021 face à l'Heracles Almelo, en championnat. Buteur après son entrée en jeu, il ne peut éviter la défaite de son équipe par trois buts à deux.
Cette saison-là il ne peut éviter la descente de son équipe qui, terminant 17e du championnat, est reléguée en deuxième division.

### Kalmar FF
Le 4 juillet 2024, Max Svensson revient en Suède pour signer en faveur du Kalmar FF pour un contrat valable jusqu'à la fin de l'année.

### Retour au Helsingborgs IF
En janvier 2025, Max Svensson fait son retour dans son club formateur, le Helsingborgs IF. Il signe un contrat de deux ans, soit jusqu'en décembre 2026.

### En sélection
Avec les moins de 19 ans, il participe au championnat d'Europe des moins de 19 ans en 2017. Lors de cette compétition organisée en Géorgie, il joue deux matchs, avec notamment un match nul face au Portugal. Avec un bilan de deux défaites et un nul, la Suède ne parvient pas à dépasser le premier tour.
Avec les moins de 20 ans, Svensson joue un total de quatre matchs entre 2017 et 2018.
Max Svensson joue son premier match avec l'équipe de Suède espoirs le 7 juin 2019, lors d'un match amical face à la Norvège. Il est titularisé et les Suédois remportent la partie sur le score de trois buts à un.

## Palmarès
Helsingborgs IF
- Champion de Suède de deuxième division
  - 2018.